# Lumbricillus antarcticus
Lumbricillus antarcticus är en ringmaskart som beskrevs av Stephenson 1932. Lumbricillus antarcticus ingår i släktet Lumbricillus och familjen småringmaskar. Inga underarter finns listade i Catalogue of Life.